# Тождество Никомаха

Геометрическая иллюстрация тождества Никомаха для случая

Тождество Никомаха (теорема Никомаха, теорема о квадрате треугольного числа) — теоретико-числовое утверждение о том, что сумма кубов первых {\displaystyle n} натуральных чисел равна квадрату суммы первых {\displaystyle n} натуральных чисел, или, другими словами, сумма кубов первых {\displaystyle n} натуральных чисел равна квадрату {\displaystyle n}-го треугольного числа:
{\displaystyle 1^{3}+2^{3}+3^{3}+\cdots +n^{3}=\left(1+2+3+\cdots +n\right)^{2}}.
Последовательность квадратов треугольных чисел:
0, 1, 9, 36, 100, 225, 441, 784, 1296, 2025, 3025, 4356, 6084, 8281, ... (последовательность A000537 в OEIS)
Тождество в его полном виде впервые сформулировано в трактате Диофанта «О многоугольных числах», однако утверждение о том, что кубы натуральных чисел представимы в виде суммы последовательных гномонов, есть в главе XX 2-й части «Введения в арифметику» Никомаха Герасского.
В 2025 году к теореме привлечено общественное внимание, так как номер этого года является квадратом треугольного числа (следующий год с таким свойством наступит в 3025 году, а предыдущий был в 1296 году).